# Anastasia Tumanishvili-Tsereteli
Anastasia Tumanishvili-Tsereteli (25 de agosto de 1849 - Tiflis, 7 de febrero de 1932) escritora georgiana, especialmente preocupada por la educación de las niñas.

## Biografía
Se graduó en la escuela “Madam Pavri” y posteriormente en la escuela de Mujeres Nobles en 1865. En 1872, junto a la hija de Dimitri Kipiani, creó el "Círculo de las Hijas". En 1876 viajó a Suiza y Francia donde conoció las nuevas ideas pedagógicas basadas en los métodos de Pestalozzi. Visitó París y Zúrich y al regresar se involucró en la vida cultural-pedagógica del país.
Pronto se publicaron sus traducciones literarias: "La angustia del mariscal" de Alphonse Daudet y "La viuda de las Tierras Altas" de Walter Scott, así como su primera historia original, "La víctima del padre". 
Fue miembro activo de la Society for Spreading Literacy entre los georgianos. Abrió una escuela primaria en su pueblo natal. También fue fundadora de la "Sociedad para el Apoyo Mutuo de Maestras y Educadoras", fundó una revista para niños "Jejili" (brotes de trigo) y una organización de mujeres "Educación".
Murió el 7 de febrero de 1932 y está enterrada en el Panteón Mtatsminda.

## Vida personal
Se casó con Giorgi Tsereteli con quien fundó en 1873 del diario Kvali.